# Arabella Churchill (1648–1730)
Arabella Churchill (ur. 23 lutego 1648, zm. 30 maja 1730) – angielska szlachcianka, kochanka Jakuba II, króla Anglii, Szkocji i Irlandii, oraz matka czwórki jego dzieci (noszących nazwisko FitzJames Stuart, które znaczyło w staroangielskim „syn Jakuba Stuarta”).

## Życiorys
Arabella była córką Winstona Churchilla (1620–1688) i jego żony Elisabeth Drake. Jej bratem był słynny angielski dowódca wojskowy John Churchill, pierwszy książę Malborough. Ród Churchilów należał do jednych z najbardziej rojalistycznych rodzin ówczesnej Anglii.
Związek Arabelli z Jakubem, księciem Yorku rozpoczął się około 1665 roku, kiedy jeszcze żyła jego żona Anna Hyde. W tym samym roku została damą dworu księżnej Yorku i urodziła swoje pierwsze dziecko z Jakubem. W ciągu dziesięciu lat związku z przyszłym królem urodziła czwórkę dzieci, z których dwójka urodziła się jeszcze za życia Anny Hyde. 
Arabelle opisywano jako „istotę wysoką, o twarzy bladej i nieposiadającą niczego prócz skóry i kości”. Współcześni pamiętnikarze podkreślali także, że była „pełna dowcipnej i żywej inteligencji”, która kontrastowała z bigoteryjnym i melancholijnym usposobieniem księcia. 
Po dziesięciu latach związku Jakub porzucił Arabellę, która zaczęła się już starzeć. Około 1674 roku poślubiła pułkownika wojska królewskiego, Charlesa Godfreya, któremu urodziła trójkę dzieci. Małżeństwo byłej książęcej kochanki było szczęśliwe i ze swym mężem przeżyła czterdzieści lat. Godfrey zmarł w 1714 roku w wieku sześćdziesięciu siedmiu lat.
Sama Arabella zmarła w wyniku raka trzustki 30 maja 1730 roku.

## Potomstwo
Ze związku z Jakubem, późniejszym królem Anglii, Szkocji i Irlandii (1633–1701) miała czworo dzieci:
- Henriette FitzJames (ur. 1667 – zm. 3 kwietnia 1730), żonę Henry'ego Waldegrave’a (1661–1689), barona Waldegrave i Piersa Butlera (1652–1740), wicehrabiego Galmoye;
- Jamesa FitzJamesa (ur. 21 sierpnia 1670 – zm. 12 czerwca 1734), księcia Berwick i Marszałka Francji, męża Honorii Burke (1674–1698) i Anne Bulkeley (zm. 1751);
- Henry'ego FitzJamesa (ur. sierpień 1673 – zm. grudzień 1702), księcia Albemarle, męża Marie Gabrielle d'Audibert de Lussan
- Arabellę FitzJames (ur. 1674 – zm. 7 listopada 1704), zakonnicę

Z małżeństwa z pułkownikiem Charlesem Godfreyem (1648–1714) miała troje dzieci:
- Frances Godfrey;
- Charlotte Godfrey, żonę Hugh Boscawena (1680–1734), wicehrabiego Falmouth;
- Elizabeth Godfreya, żonę Edmunda Duncha (1657–1719.